# Promacrochilo ambiguellus
Promacrochilo ambiguellus là một loài bướm đêm trong họ Crambidae.